# Fra kæreste til grin
Fra kæreste til grin er Rasmus Nøhrs fjerde studiealbum, og det udkom i 2010. Albummet er et konceptalbum, der handler om kærlighed, og det solgte guld Det indeholder singlerne "Sød Musik", "Fra Kæreste til Grin" og "Vintertræk", hvoraf førstnævnte havde mest succes og nåede fem uger på hitlisterne med en højeste placering som #13. Albummet peakede som #4 i den første uge og forblev på Hitlisten i 15 uger.
Nøhr blev nomineret til "Året danske sanger" til Zulu Awards for albummet.

## Spor
1. "På Bryggen"
2. "Dumme Hjerte"
3. "Fra Kæreste til Grin"
4. "Hvis Du Ku Låne Mine..."
5. "En Lille Ny"
6. "På Stranden"
7. "Alting Går I Ring"
8. "Pigen med det Røde Telt"
9. "Dragen På Din Ryg"
10. "Sød Musik"
11. "På Værtshus"
12. "Vintertræk"